# هاکوب مغاپارت
هاکوب مغاپارت (ارمنی: Հակոբ Մեղապարտ؛ سده ۱۵ام – سده ۱۶ام میلادی) وی نخستین چاپگر اهل ارمنستان و بنیانگذار صنعت چاپ در ارمنستان بوده‌است.